# Čičov (přírodní rezervace)
Čičov je přírodní rezervace v okrese Louny na stejnojmenném kopci (někdy též Číčov či Hořenecký Špičák; německy Spitzberg) o výšce 476 m n. m. u osady Hořenec, nad křižovatkou silnic č. I/15 a II/257. Výměra přírodní rezervace je 7,2 ha. Ochrana byla vyhlášena 23. května 1951. Jedná se o holou čedičovou kupu se stepními společenstvy a o naleziště aragonitu s mezinárodním významem.
Nápadně špičatý, strmý, bezlesý kopec (kóta 477 m), někdy též nazývaný špičák, se nachází na severozápadním okraji Hořence mezi obcemi Kozly a Hořenec v CHKO České středohoří.

## Geologie a geomorfologie

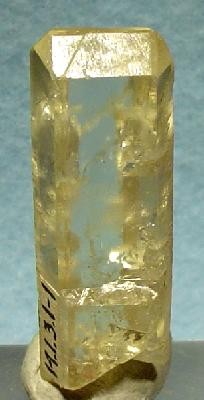
Krystal aragonitu z Číčova

Vrch s nadmořskou výškou 476,1 metrů spadá do geomorfologického celku České středohoří, podcelku Milešovské středohoří, okrsku Ranské středohoří a podokrsku Bělušická vrchovina. Kopec je budován pikritickým leucitinem, v jehož puklinách se nacházejí krystaly aragonitu, a brekcie. Toto naleziště je uváděno v mnoha mineralogických učebnicích a příručkách. Na vrcholu jsou dosud patrné drobné lůmky po těžbě aragonitu, v současnosti je jakákoli těžba nebo sběr zakázána. Lze nicméně nalézt krystaly medově žlutého aragonitu v širším rozsypu na okolních polích mimo území přírodní rezervace.

## Flóra
Přírodovědecká hodnota území spočívá především v existenci dokonale vyvinuté stepní vegetace – tzv. koniklecová step. Hojně se zde vyskytuje koniklec luční český (Pulsatilla pratensis subsp. bohemica), který tvoří souvislý porost na jižním svahu a vyskytuje se roztroušeně téměř po celém chráněném území. Z dalších bylin zde roste například kozinec dánský (Astragalus danicus), hlaváček jarní (Adonis vernalis), divizna fialová (Verbascum), různé teplomilné trávy, kavyl Ivanův (Stipa pennata), kavyl vláskovitý (Stipa capillata), hlaváč žlutavý (Scabiosa ochroleuca), sesel fenyklový (Seseli hippomarathrum), pryšec chvojka (Euphorbia cyparissias), rozrazil rozprostřený (Veronica prostrata), rozrazil klasnatý (Veronica spicata), mateřídouška časná pravá (Thymus praecox), hvozdík kartouzek (Dianthus carthusianorum) a mochna písečná (Potentilla incana). 

## Ochrana přírody
Chráněné území sahá od okraje okolních polí, jimiž je odříznuto od všech komunikací, až po samotný vrchol. Na území přírodní rezervace není povoleno mimo jiné jakékoliv poškozování původního stavu. To znamená, že zde není ani možné sbírat minerál aragonit bez povolení příslušného orgánu ochrany přírody.

## Přístup
Lokalita se nachází při západním okraji vsi Hořenec, necelých 300 metrů od autobusové zastávky Libčeves, Hořenec, rozc. Nejbližší vlakovou zastávkou bývala zastávka Sinutec na tzv. Švestkové dráze, na níž je od prosince 2019 obnovena pravidelná osobní přeprava. Okolím Číčova nevedou žádné turisticky značené cesty.